# Carlo Caglieris
Carlo Caglieris, detto Charlie (Brescia, 2 luglio 1951), è un ex cestista italiano.
Playmaker attivo in Serie A negli anni settanta e ottanta, ha segnato un totale di 4.795 punti nella massima serie.

## Carriera
Cresciuto cestisticamente, dopo una breve parentesi nei pulcini della Juventus, nella Don Bosco Crocetta di Torino e passato poi nelle giovanili dell'Ignis Varese, nel 1970-71 giocò in serie A con la Gelati Cecchi Biella, retrocessa a fine stagione. Libero da vincoli contrattuali per lo scioglimento della società laniera, scelse l'ambiziosa Saclà Asti allenata da Lajos Toth, con la quale colse la promozione dalla serie B alla serie A. Nel campionato 1972-73 contribuì a portare la squadra astigiana in finale di Coppa Italia (sconfitta dall'Ignis Varese, poi campione d'Italia). Nel 1973-74 ritornò a Torino, in seguito al trasferimento della squadra per mancanza di un palazzetto in grado di garantire i 3500 posti richiesti dal nuovo regolamento federale, dove disputò campionato e Coppa delle Coppe, prima di essere ceduto per motivi di bilancio all'Alco Fortitudo Bologna.
Solo un anno dopo, contrariamente alle sue attese e speranze, invece di rientrare a Torino approdò alla Virtus Bologna di Dan Peterson, con la quale vinse lo scudetto che mancava alla V nera da vent'anni esatti. Con la Virtus ottenne altri 2 scudetti, nel 1978-79 e la stagione successiva con Terry Driscoll.
Nel 1981 tornò nella "sua" Torino dove con la Berloni disputò quattro campionati, senza però ripetere i successi degli anni precedenti.
Nel 1985 si trasferì alla Benetton Treviso con cui disputò la sua ultima stagione.
Con la Nazionale Juniores ha vinto la medaglia di bronzo ai campionati europei di Atene nel 1970.Vanta inoltre numerose presenze nelle rappresentative nazionali under 21 e Under 23 .
Con la nazionale italiana di pallacanestro ha giocato 131 partite, segnando 493 punti, guadagnando la medaglia d'oro ai campionati europei di Nantes nel 1983 (famosa l'immagine del playmaker che bacia il pallone a fine gara). Partecipò alle olimpiadi di Los Angeles 1984, ottenendo il quinto posto e disputò i mondiali di Manila. Vinse inoltre un titolo mondiale militare.
Venne anche selezionato nella formazione del Resto d'Europa e vinse in Cecoslovacchia l'Oscar del Basket.
Considerato uno dei più forti playmaker italiani di tutti i tempi è stato un professore di Educazione Fisica liceale e universitario,  nonché promotore di un progetto sociale molto importante che riguarda le carceri. Nel 2005 ha vinto il premio "Basket e Solidarietà".
Nel 2013 è stato inserito nella Hall of Fame del basket italiano.

## Palmarès

Caglieris e Krešimir Ćosić

### Club
- Campionato italiano: 3

Virtus Bologna: 1975-1976, 1978-1979, 1979-1980

### Nazionale
- Oro Campionato Mondiale Militare Udine 1972

1972
- Bronzo Giochi del Mediterraneo 1975

1975
- Oro Europei Francia 1983

1983